# Карлсбогорд, Юнатан
Йонатан Карлсбогорд (швед. Jonathan Carlsbogård; род. 19 апреля 1995, Гётеборг) — шведский гандболист, выступает за гандбольный клуб «Барселона» и сборную Швеции по гандболу. Серебряный призёр чемпионата мира 2021 года, чемпион Европы 2022 года, бронзовый призёр чемпионата Европы 2024 года. Участник двух летних Олимпийских игр 2020 и 2024 годов.

## Карьера

### Клубная
Йонатан Карлсбогорд начал заниматься гандболом с семи лет. С 2013 года Йонатан выступал в составе команды «Редбергслидс ИК» в высшем дивизионе Швеции. В ноябре 2017 года левый защитник был признан самым ценным игроком шведской лиги.
В 2018 году Карлсбогорд подписал контракт с немецким гандбольным клубом «Лемго». С этой командой он выиграл Кубок Германии 2020 года.
В сезоне 2022/23 годов швед перешел в испанский клуб первого дивизиона «Барселона». С «Барсой» выиграл Суперкубок Каталонии в 2022 году, Суперкубок Иберии в 2023 и 2024 годах, Кубок короля Испании в 2023 и 2024 годах, чемпионат Испании в 2023 и 2024 годах и Лигу чемпионов ЕГФ в 2024 году.

### Международная карьера в сборной
В составе сборной Швеции Пеллас дебютировал 5 ноября 2020 года. На чемпионате мира 2021 года выиграл серебряную медаль в составе национальной команды.
На летних Олимпийских играх 2020 года, в составе Швеции дошёл до четвертьфинала, где сборная уступила Испании 33:34.
На чемпионате Европы 2022 года Йонатан сыграл в девяти матчах и забил 17 голов. В финале шведы победили испанцев и стали чемпионами Европы. В 2024 году завоевал бронзовую медаль на чемпионате Европы в Германии, сыграл восемь матчей и забил 19 голов.
В августе 2024 года был включён в состав Швеции на Олимпийский турнир по гандболу. Сборная Швеции уступила в четвертьфинале сборной Дании 31:32, а игроки команды завершили участие в турнире.

## Личная жизнь
В июне 2024 года женился на своей давней спутнице Мимми.